# Isabelle Hudon
Pour les articles homonymes, voir Hudon.
Isabelle Hudon, née le 18 février 1967, est une femme d'affaires et diplomate canadienne.
Après plusieurs années comme présidente et cheffe de la direction à la Chambre de commerce du Montréal métropolitain, elle a pris la direction à l'automne 2008 de la firme montréalaise Marketel. En août 2010, elle est nommée présidente de la Financière Sun Life au Québec.Entre 2017 et 2021, elle est ambassadrice du Canada en France et à Monaco.
En août 2021, elle devient la première femme à occuper le poste de présidente et cheffe de la direction de la Banque de développement du Canada.

## Carrière
Isabelle Hudon a commencé sa carrière professionnelle dans plusieurs bureaux politiques fédéraux, entre autres au cabinet de la ministre responsable de l'Agence canadienne de développement international (ACDI).
Elle a ensuite a occupé une série de postes en communications stratégiques dans le secteur privé — chez Bell Solutions globales, à l’Agence spatiale canadienne (ASC), chez Bombardier Aéronautique et à BCE Média.
Isabelle Hudon a également siégé aux conseils d’administration d’Hydro-Québec, du Groupe Marcelle, de Holt Renfrew, du Conseil des arts du Canada, et est cofondatrice de L’effet A.
Chambre de commerce du Montréal métropolitain
Elle s'est jointe à la Chambre de commerce du Montréal métropolitain en 2002 et a accédé au poste de vice-présidente exécutive en 2004. Elle devient présidente et cheffe de la direction de la Chambre en 2005 après le départ de Benoit Labonté. Elle siège alors sur plusieurs conseils d'administration, devient une femme influente et on la retrouve sur de nombreuses tribunes montréalaises. En octobre 2008, elle annonce à la surprise de tous son départ de la Chambre de commerce du Montréal métropolitain pour prendre la direction de la firme montréalaise Marketel, où elle passe 18 mois.
Financière Sun Life
Elle est nommée à la présidence de la Financière Sun Life au Québec en août 2010. Durant son mandat, elle redore la réputation de l'entreprise d'assurance et de services financiers, ternie depuis le déménagement de son siège social de Montréal vers Toronto en 1978. Pour ce faire, elle compte sur sa grande connaissance du milieu des affaires québécois et son important réseau. Sous son leadership, l'assureur a connu une croissance impressionnante dans toutes les branches d'activité au Québec et est devenu une marque plus importante sur ce marché.
Ambassade du Canada en France

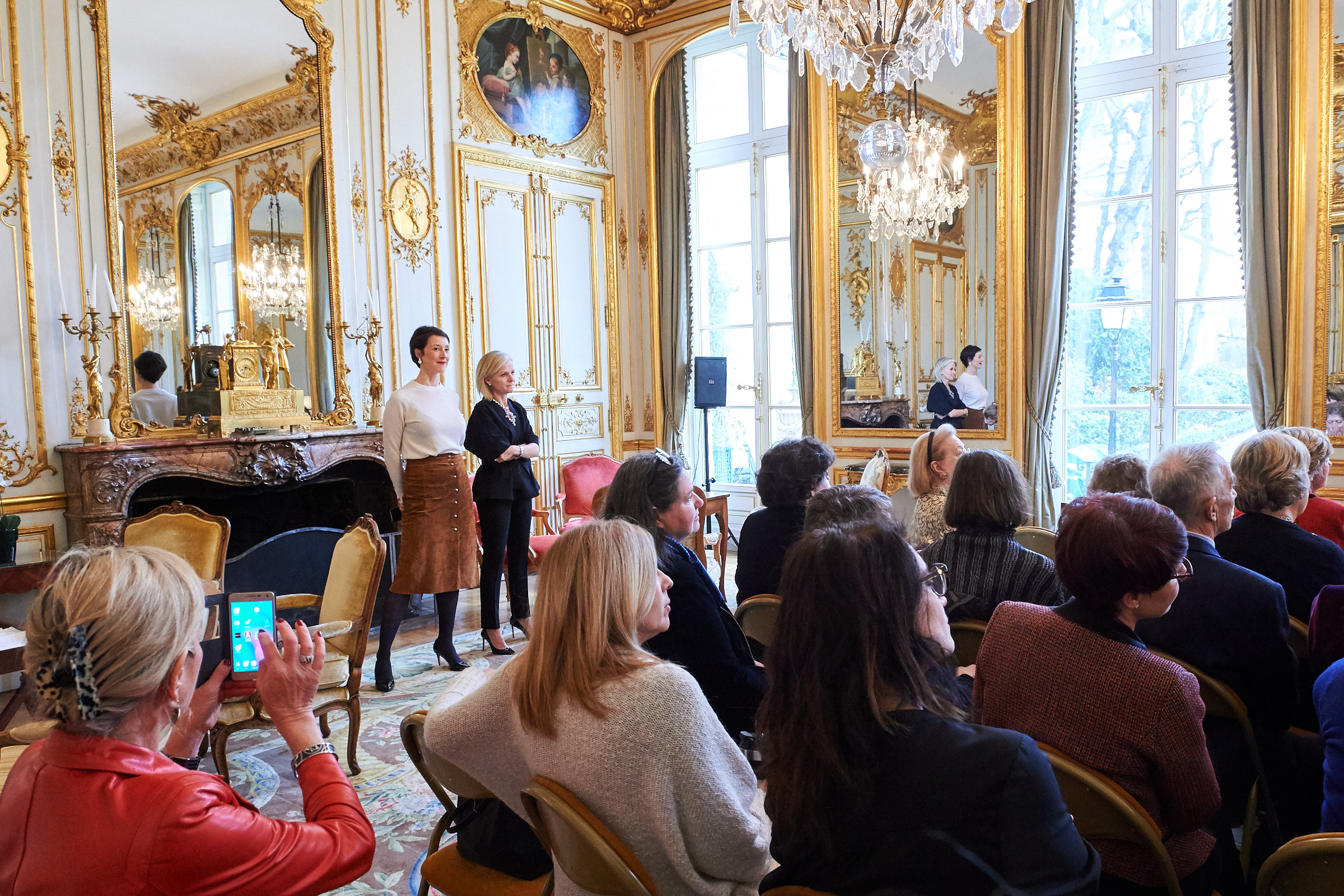
Isabelle Hudon en 2018.

Le 29 septembre 2017, elle est nommée ambassadrice du Canada en France et à Monaco. Elle est la première femme à occuper ce poste. Elle entre en fonction le 6 novembre 2017. Dans ce rôle, elle joue un rôle clé dans le renforcement des liens entre les deux pays, notamment dans les domaines de la diplomatie économique, culturelle et féministe. Elle quitte son poste le 30 juillet 2021.
Banque de développement du Canada (BDC)
En août 2021, Isabelle Hudon  est nommée présidente de la Banque de développement du Canada. Depuis sa prise de fonction, elle s’est engagée à mettre en avant le “D” de BDC dans les activités et les priorités de l'organisation. Animée par la volonté d’accroître la contribution de l’organisation au développement du pays grâce à ses propriétaires d'entreprise, elle supervise le déploiement accéléré de multiples initiatives à travers l’ensemble de l'organisation. Ces mesures visent à permettre à BDC d’avoir un impact encore plus important et de contribuer à une croissance économique juste, inclusive et durable.
Depuis son arrivée en poste, BDC a vu le nombre de propriétaires d'entreprise qu'elle soutient atteindre un niveau record, passant de 72 000 en 2021 à 100 000 en 2023. Tout en maintenant une solide performance financière, l'organisation a également considérablement renforcé son soutien en faveur d’une plus grande diversité, équité et inclusion au sein de l’économie canadienne.
- Lancement d'Excelles – Fonds et lab pour les femmes, une initiative de 500 millions de dollars, la plus importante plateforme d’investissement du genre au monde, soutenant les entreprises canadiennes dirigées par des femmes afin qu’elles puissent croître et avoir un impact durable sur l’économie[10].
- Lancement du Fonds de prêts pour l’entrepreneuriat des communautés noires
- Lancement du Fonds d’innovation pour les entrepreneur.es noir.es
- Autorisation du premier prêt dans le cadre du Fonds de croissance autochtone
- Lancement du premier modèle standardisé de rapport sur la diversité, l’équité et l’inclusion pour les gestionnaires de fonds du Canada et les entreprises faisant partie de leurs portefeuilles[11].

Isabelle Hudon a suscité quelques controverses depuis son arrivée à la tête de l’organisation, dont l’embauche de la firme de consultants McKinsey & Company pour une revue stratégique, de même que certains frais considérés élevés.

## Implication sociale
Au fil des années, Isabelle Hudon a participé à une foule d'activités de bienfaisance et s'est impliquée dans l'organisation de soirées bénéfices au profit d'une multitude d'organisations charitables ou culturelles, comme les Grands Ballets canadiens.

## Distinctions
- Récipiendaire du Canada's Top 40 Under 40 (les 40 Canadiens les plus performants de moins de 40 ans) en 2005
- Reconnue en 2006 parmi les 100 femmes les plus influentes du Canada par Canada's Most Powerful Women: Top 100.
- Titulaire de la Médaille du jubilé de diamant de la reine Elizabeth II en 2012 pour son apport à la culture au Canada
- Lauréate du Prix Réalisations du Réseau des femmes d’affaires du Québec en 2014[14]
- Récipiendaire de la médaille de l’Assemblée nationale du Québec en 2016, soulignant son engagement en faveur de l’ambition féminine
- Doctorat en droit honoris causa de l’Université Concordia en 2017
- Nommée commandeur de la Légion d’honneur par le président de la République française, M. Emmanuel Macron, en 2021[6]